# Steady State Topography
Die Steady State Topography (SST) ist eine vom australischen Hirnforscher Richard Silberstein entwickelte Methode zur Messung der menschlichen Hirnaktivität. Das Verfahren versteht sich als eine Weiterentwicklung des Elektroenzephalogramms (EEG).

## Verfahren
Nicht-invasive Messungen menschlicher Gehirnaktivität zeichnen entweder fortlaufende Spontanaktivität des Gehirns auf (ebenfalls Elektroenzephalogramm, EEG) oder ereigniskorrelierte Aktivität, bei welcher die Veränderung kortikaler Aktivität mit einem sensorischen oder kognitiven Ereignis assoziiert ist (ereigniskorreliertes Potential, EKP). SST basiert auf der Messung von EKPs.
Zur Erhebung der Daten trägt die Untersuchungsperson eine Elektrodenkappe (SST-Headset), und eine Spezialbrille (SST-Visor). Entsprechend gängiger EEG-Praktiken sind die Elektroden an standardisierten Positionen am Kopf angebracht, um eine Vergleichbarkeit der Ergebnisse zu garantieren. Basierend auf den Prinzipien der EEG-Methode erfasst eine Messung elektrische Veränderungen in der untersuchten Gehirnregion, da selbst Prozesse, die weit im Inneren des Gehirns ablaufen, an der Kopf-Oberfläche reflektiert werden. Durch Aktivitätsveränderungen in einer bestimmten Gehirnregion lassen sich so z. B. Rückschlüsse ziehen, ob ein bestimmter Reiz eine Funktion im Gehirn aktiviert.

## Messmethodik
Im Kern der Messung steht ein schwacher fortwährender oszillierender Reiz, der während der Messung mit Hilfe des SST-Visors in der Peripherie des Gesichtsfeldes präsentiert wird. Dieser kontinuierlich flackernde Lichtreiz löst eine rhythmische sinusförmige Gehirnantwort aus, welche als ‘steady-state visually evoked potential’ (SSVEP) bezeichnet wird. Kennzeichnend für das Steady State Potential ist seine charakteristische Amplitude sowie der Phasenunterschied zwischen dem Stimulus und dem SSVEP. Unterschiedliche Ausprägungen des Phasenunterschiedes spiegeln verschiedene Latenzzeiten zwischen dem SSVEP und dem visuellen Stimulus wider. Diese Latenzzeiten werden mit einer verkürzten oder verlängerten synaptischen Transmission aufgrund Hemmungs- und Erregungsprozessen assoziiert. Während eine Latenzzeitverringerung einen Anstieg synaptischer Erregung (bzw. eine Reduktion synaptischer Hemmung) anzeigt, deutet eine Latenzzeitvergrößerung auf eine Verringerung synaptischer Erregung. Dies ermöglicht eine auf neuronaler Verarbeitungsgeschwindigkeit basierende Analyse der Gehirnaktivität als Alternative zur herkömmlichen Analyse der EEG-Daten, bei welcher die gemessenen Amplituden als Indikatoren menschlicher Gehirnaktivität genutzt werden.
Der Nutzen der Methode sowohl für die kognitiven Neurowissenschaften als auch für neuronale Kommunikationsforschung ergibt sich vor allem durch drei Eigenschaften:
Hohe zeitliche Auflösung
Das SST-Verfahren ist in der Lage, fortlaufend schnelle Änderungen der Gehirnaktivität über einen längeren Zeitraum aufzuzeichnen. Diese Eigenschaft ist von zentraler Bedeutung, da sich die Ausprägungen menschlicher Gehirnaktivität in Bruchteilen einer Sekunde verändern können.
Hohes Signal-Rausch-Verhältnis und Resistenz gegenüber Interferenzen und Rauschen
Mittels SST-Messungen kann ein hoher Grad an Interferenz und Rauschsignal toleriert werden, welcher u. a. infolge von Muskelkontraktionen, Kopf- und Augenbewegungen verursacht werden kann.
Ein Testdurchlauf (trial) pro Person ausreichend
Aufgrund des hohen Signal-Rausch-Verhältnisses ist es möglich mit Daten zu arbeiten, welche durch nur einen Testdurchlauf pro Person gewonnen werden. In herkömmlichen EEG-Auswertungen ereigniskorrelierter Potentiale ist es durch ein stärkeres Rauschsignal notwendig, zahlreiche Testdurchläufe einer einzelnen Person zu mitteln, um ein adäquates Signal-Rausch-Verhältnis und folglich hinreichend gute Datenqualität zu erhalten.

## Anwendungsgebiete
Die SST-Methode ist in der Lage, die Gehirnaktivitäten in den zu untersuchenden Hirnbereichen millisekundengenau zu erfassen, was einen großen Nutzen im Rahmen neurologischer Untersuchungen mit sich zieht. SST kommt in zahlreichen Bereichen klinischer Forschung zur Verwendung. Anwendungsbereiche umfassen dabei einerseits kognitive Funktionen des Gehirns wie z. B. Aufmerksamkeit, akustische Wahrnehmung, Gedächtnis oder auch Grundlagen der Entscheidungsfindung und emotionale Prozesse. Gleichsam empfiehlt sich die Methodik auch um Fehlfunktionen des Gehirns zu untersuchen, beispielsweise bei Schizophrenie, ADHS oder infolge des Einflusses von Drogen.

SST wird außerdem zur Erforschung verschiedener Kommunikationsphänomene eingesetzt. Der Schwerpunkt dabei liegt im Bereich Neuromarketing sowie der neuronalen Marktforschung, wo SST in Studien der Werbewirkungsforschung eingesetzt wird. Das Verfahren bietet die Möglichkeit, Werbemittel und deren Platzierung detailliert zu beleuchten und kann dazu beizutragen, Veränderungen im Kaufverhalten zu erklären.